# Jan Borkowski (generał)
Jan Borkowski, Иван Фомич Борковский (ur. 28 grudnia 1831, zm. po 1890 w Petersburgu) – generał porucznik Armii Imperium Rosyjskiego.
Absolwent brzeskiego Korpusu Kadetów i Nikołajewskiej Akademii Sztabu Generalnego (z 1862 r.). W armii carskiej zajmował się logistyką i kwatermistrzostwem, od 1879 r. generał major, a od 1889 generał porucznik. W latach 1877–1882 redagował branżowe pismo ministerstwa komunikacji, w tymże ministerstwie pełnił funkcję naczelnika działu statystycznego (od 1876). Uhonorowany złotym medalem Towarzystwa Wolno-Ekonomicznego za opracowanie wołżańskiego szlaku zaopatrzenia Petersburga w zboże.

## Publikacje
- Пути и способы перевозки грузов с низовых пристаней р. Волги к СПб. (СПб., 1870)[2]
- Исследование хлебной торговли в верхневолжском бассейне, СПб., 1872[2]